# Rupkite, Stara Zagora
Rupkite (în bulgară Рупките) este un sat în comuna Cirpan, regiunea Stara Zagora,  Bulgaria. 

## Demografie
Componența etnică a satului Rupkite
     Bulgari (97,06%)
     Romi (1,95%)
     Nicio identificare (0,97%)
     Altele (0%)
La recensământul din 2011, populația satului Rupkite era de 307 locuitori. Din punct de vedere etnic, majoritatea locuitorilor (97,06%) erau bulgari, cu o minoritate de romi (1,95%). Pentru 0,97% din locuitori nu este cunoscută apartenența etnică.